# Praia da Rocha

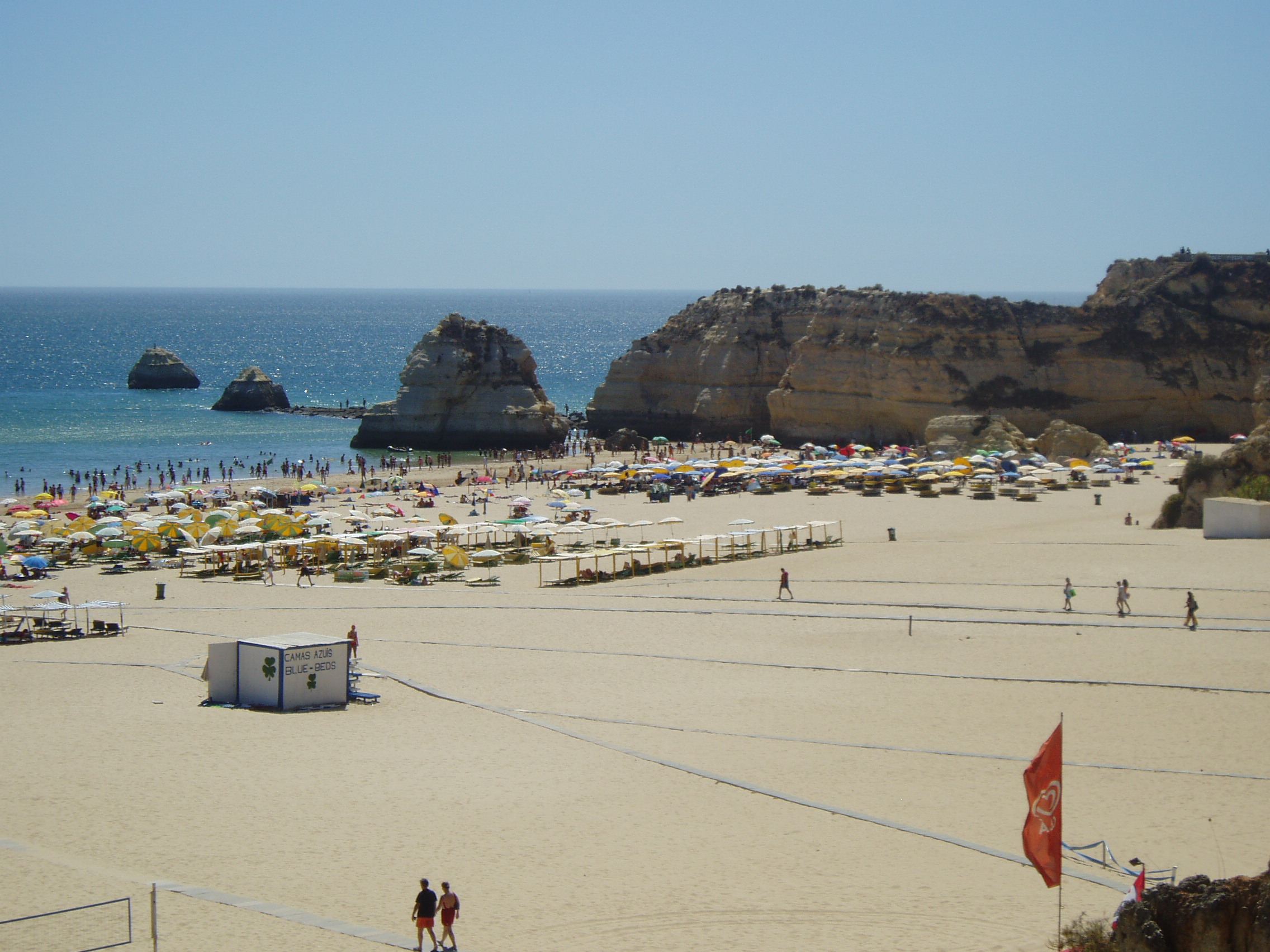
Praia da Rocha

Praia da Rocha (deutsch: Strand der Felsen) ist ein Badestrand an der Algarve und Ortsteil von Portimão in Portugal.
Er liegt zwischen der Innenstadt von Portimão und Alvor. Entstanden ist der circa 1,5 km lange Küstenabschnitt durch die Meeresauswaschung von härterem Felsgestein aus dem es umgebenden weicheren Material an der hier ca. 20–30 m hohen Steilküste. Oberhalb der Steilkante haben sich zahlreiche Hotels, Ferienwohnungen, Restaurants und Geschäfte den Standortvorteil gesichert. Die Küstenform ist hier jedoch noch in ständiger Bewegung, so dass es zu weiteren Abbrüchen und Freisetzung von Felsbrocken kommt. 